# فردریک مولونی
فردریک مولونی (انگلیسی: Frederick Moloney; ۴ اوت ۱۸۸۲ – ۲۴ دسامبر ۱۹۴۱) دونده دو با مانع اهل ایالات متحده آمریکا بود.